# Suriname nos Jogos Olímpicos de Verão de 2004
O Suriname competiu nos Jogos Olímpicos de Verão de 2004, em Atenas, na Grécia.